# Llista de peixos del riu Dnièper

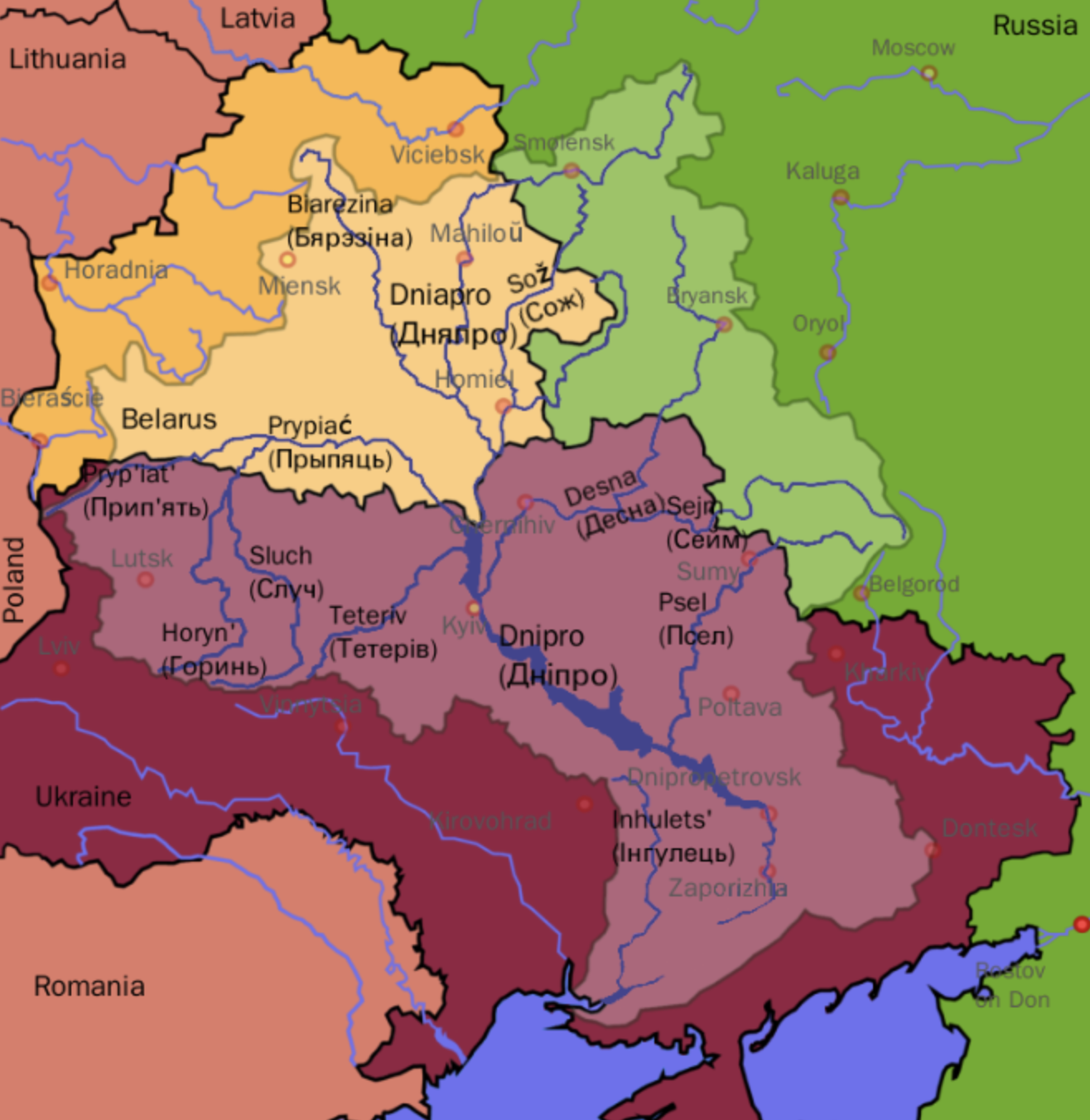
Conca del riu Dnièper a Rússia, Belarús i Ucraïna

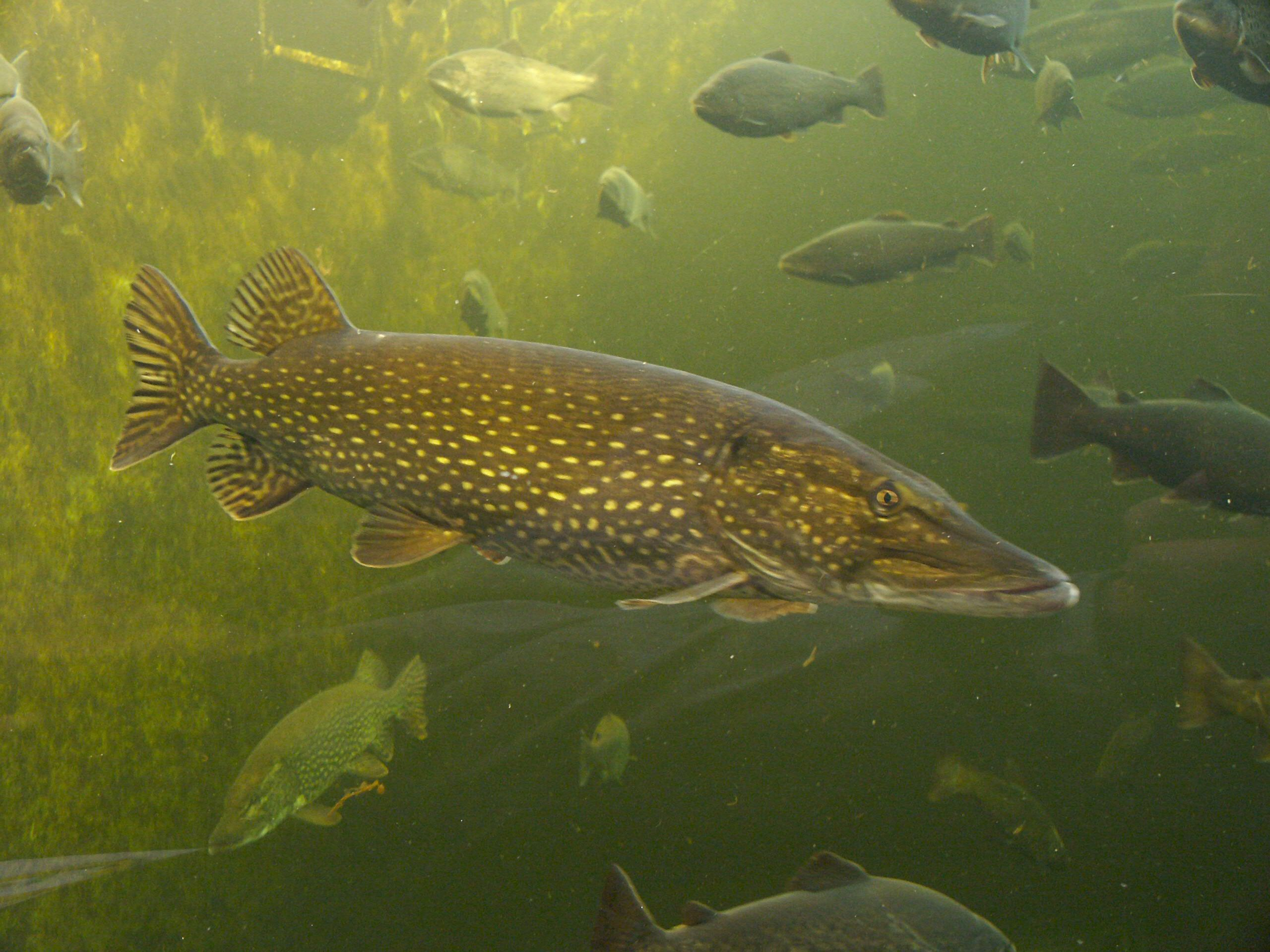
Lluç de riu (Esox lucius)

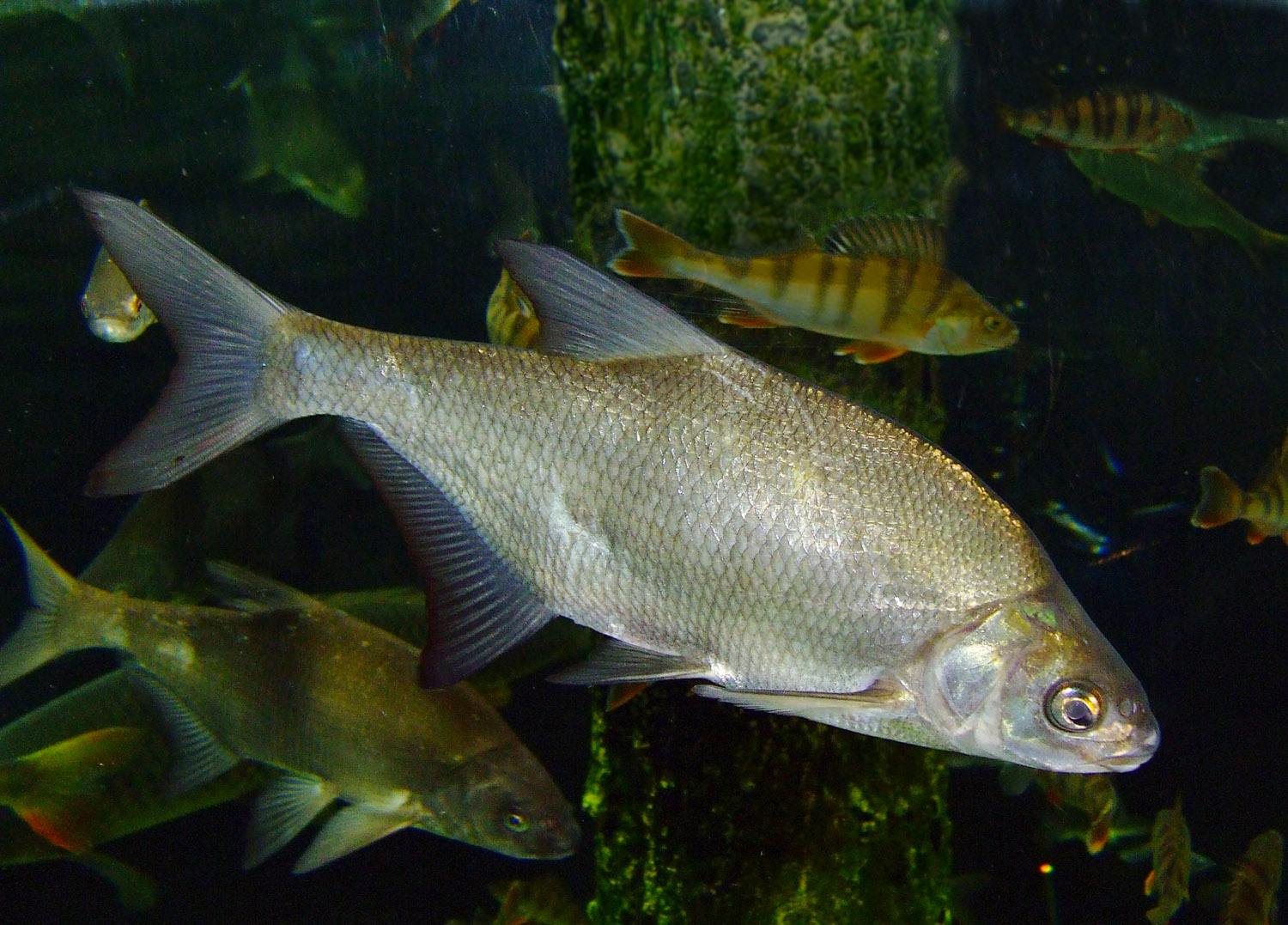
Brema (Abramis brama)

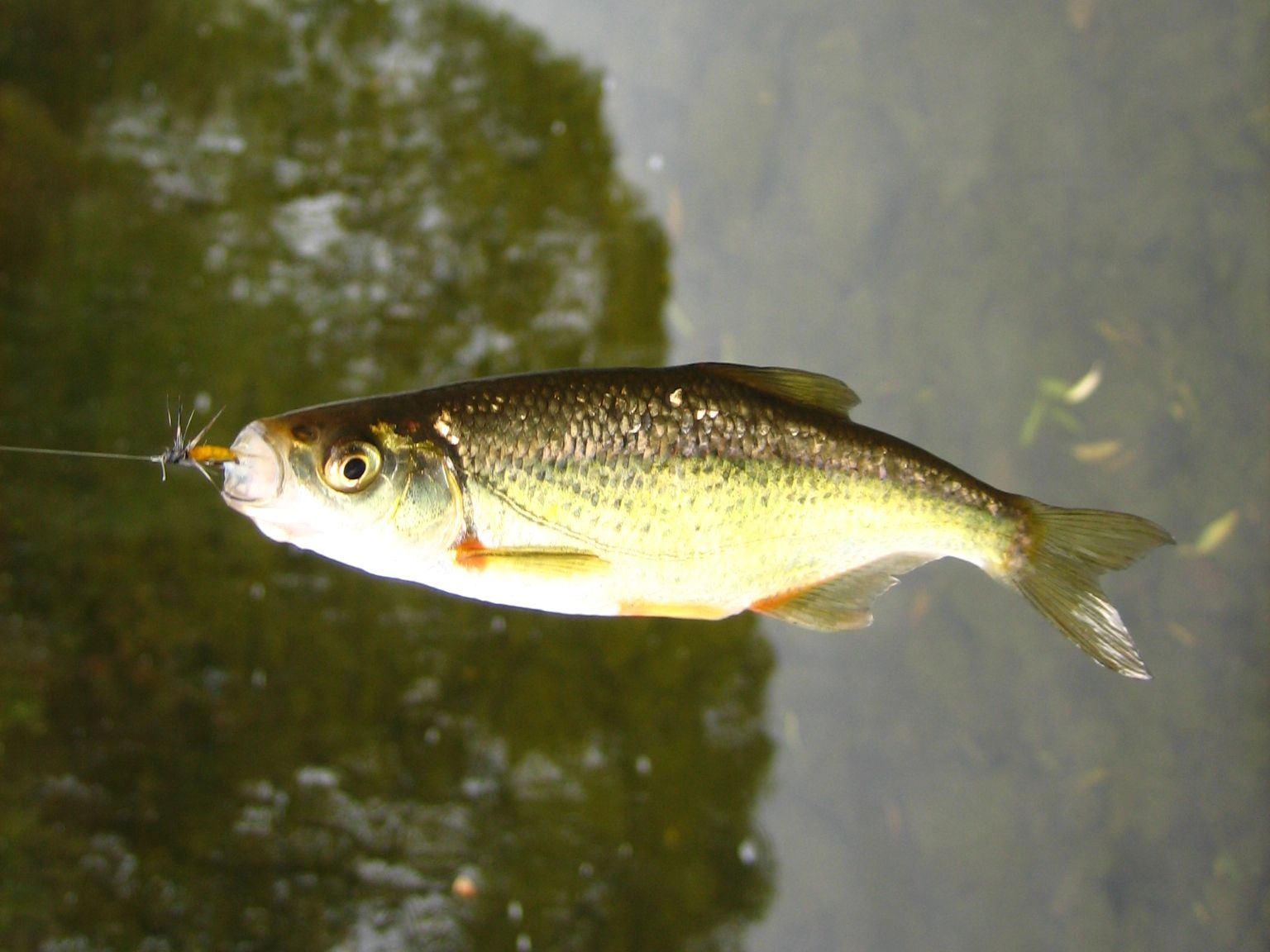
Alburnoides bipunctatus

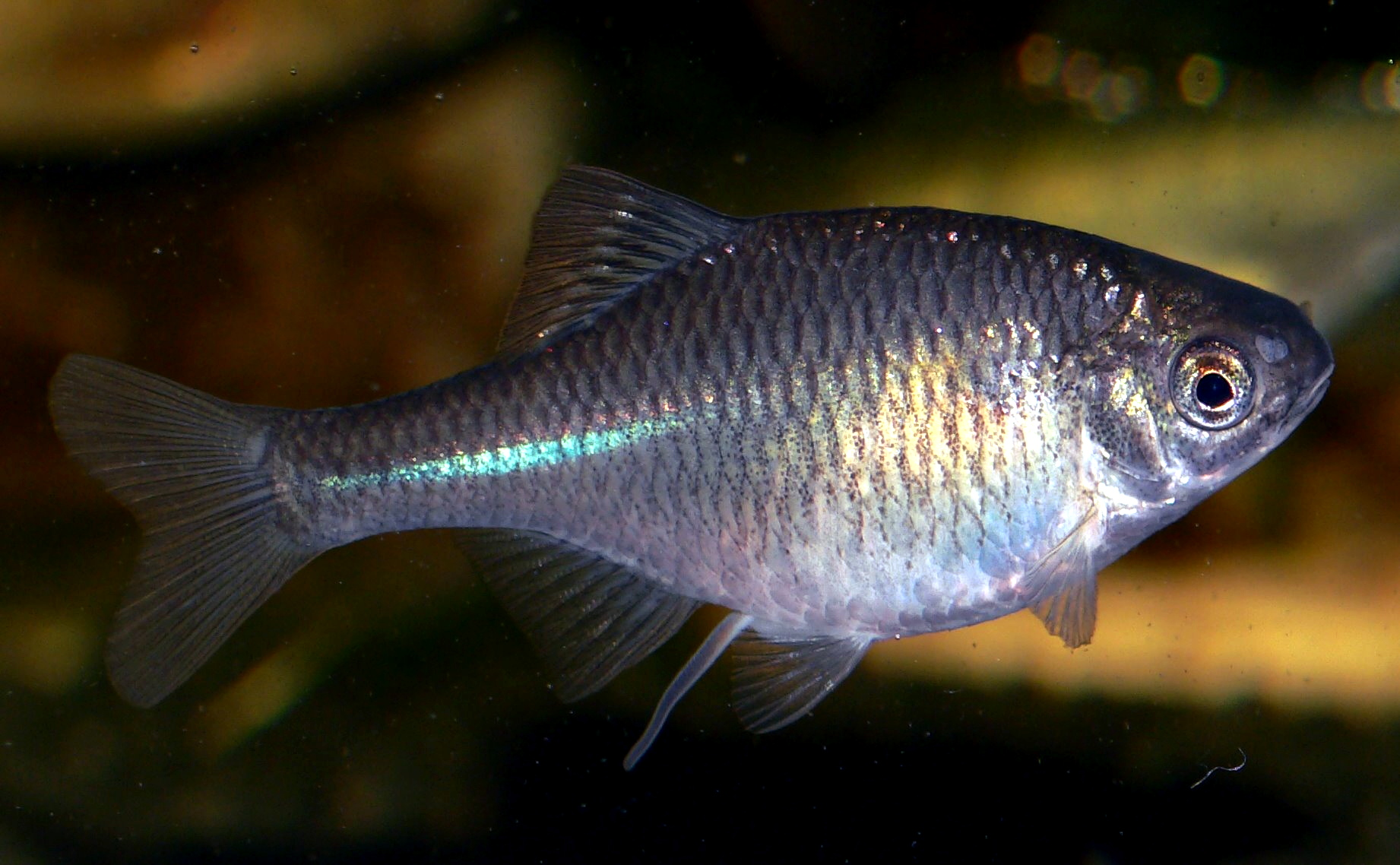
Rhodeus sericeus

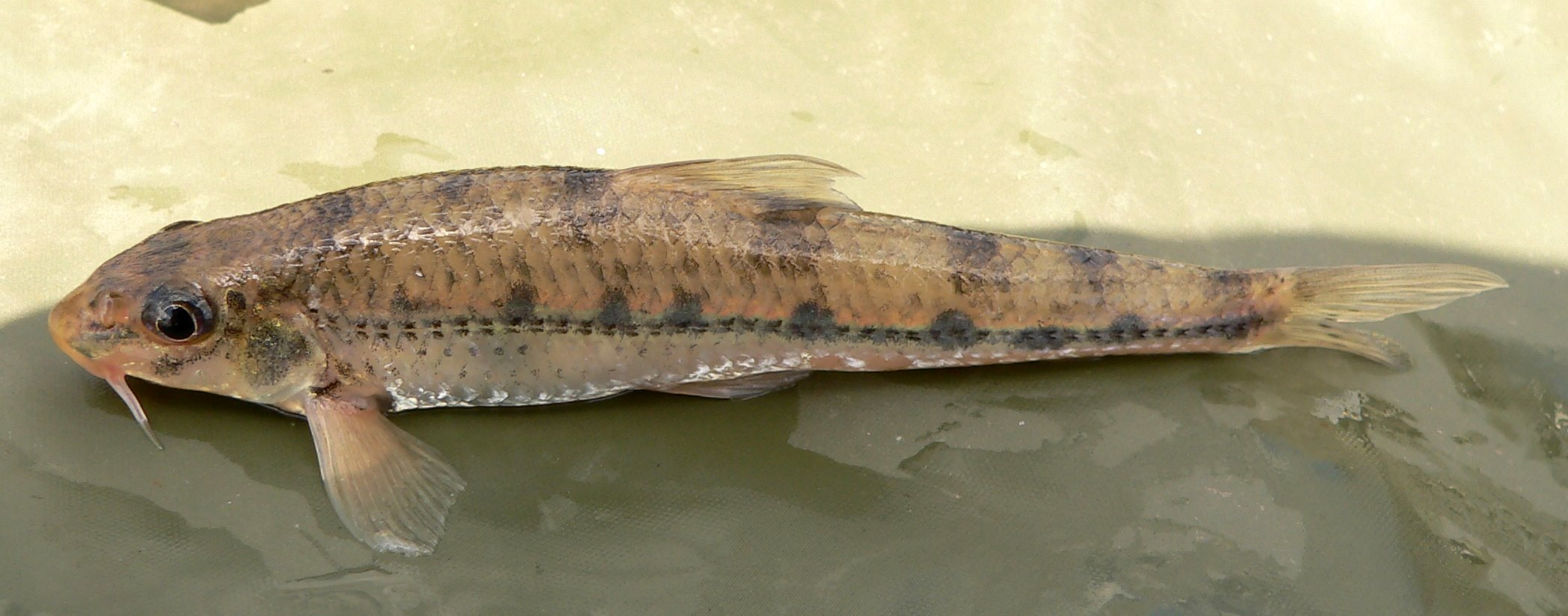
Romanogobio belingi

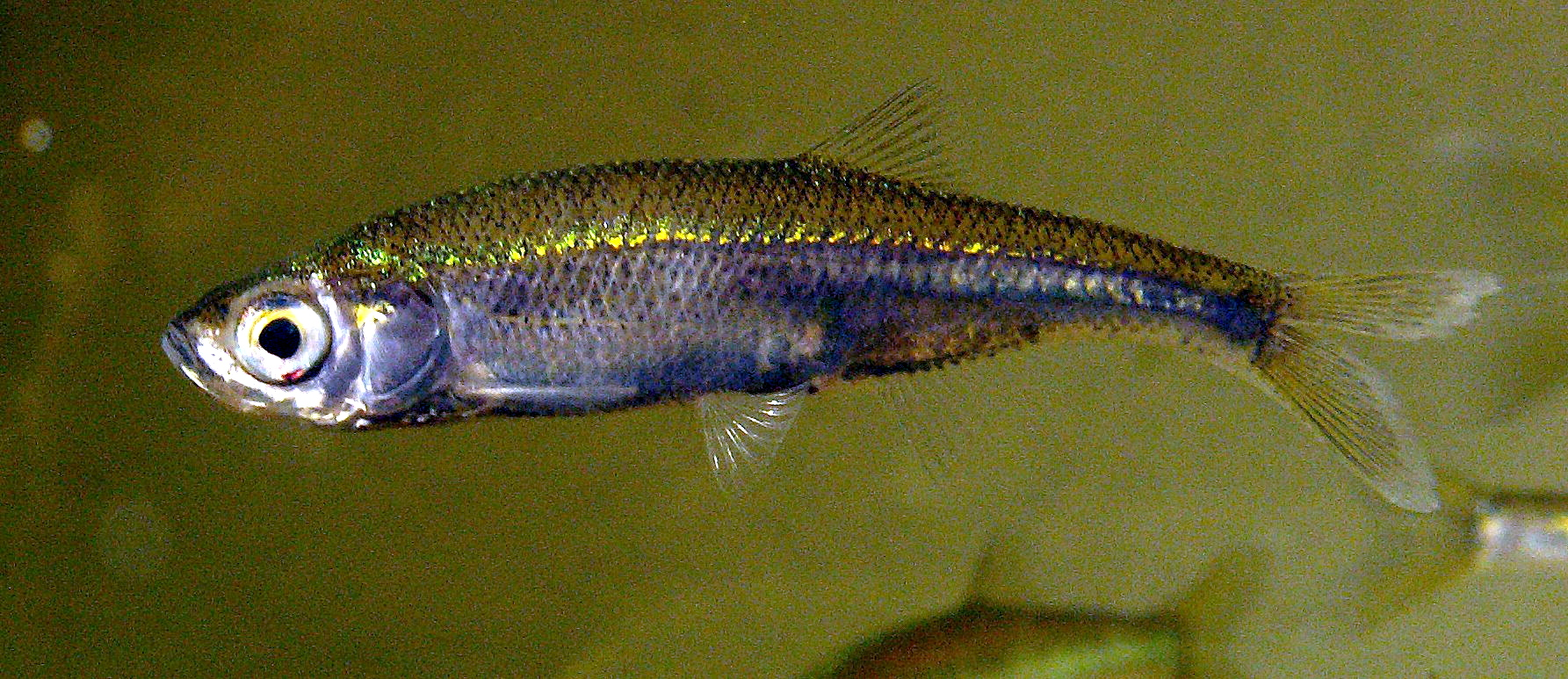
Leucaspius delineatus

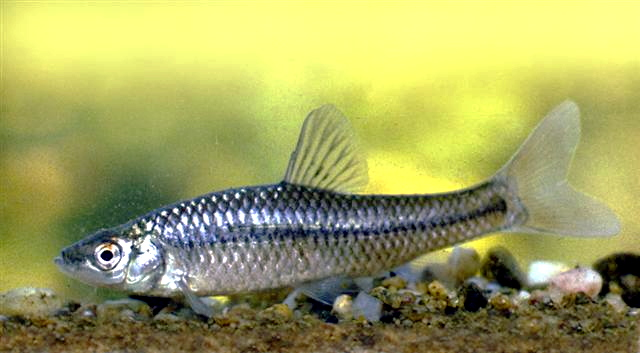
Pseudorasbora parva

Aquesta llista de peixos del riu Dniéper inclou 43 espècies de peixos que es poden trobar actualment al riu Dniéper ordenades per l'ordre alfabètic de llur nom científic.

## A
- Abramis brama
- Acipenser gueldenstaedtii
- Acipenser ruthenus
- Alburnoides bipunctatus
- Alburnoides rossicus
- Alburnus sarmaticus
- Alosa immaculata

## B
- Babka gymnotrachelus
- Barbus barbus
- Barbus borysthenicus
- Benthophilus nudus

## C
- Chondrostoma nasus
- Cobitis taenia
- Cottus koshewnikowi
- Cyprinus carpio

## E
- Esox lucius
- Eudontomyzon mariae

## G
- Gasterosteus aculeatus
- Gobio gobio
- Gymnocephalus acerina
- Gymnocephalus baloni

## L
- Lepomis gibbosus
- Leucaspius delineatus
- Leuciscus idus
- Leuciscus leuciscus
- Lota lota

## N
- Neogobius fluviatilis
- Neogobius melanostomus

## P
- Petroleuciscus borysthenicus
- Phoxinus phoxinus
- Pseudorasbora parva
- Pungitius platygaster

## R
- Rhodeus sericeus
- Rhynchocypris percnurus
- Romanogobio albipinnatus
- Romanogobio belingi
- Rutilus heckelii
- Rutilus rutilus

## S
- Sabanejewia baltica
- Sander volgensis
- Silurus glanis
- Syngnathus abaster

## V
- Vimba vimba[1][2]